# Can-avid
Can-avid ist eine philippinische Stadtgemeinde in der Provinz Eastern Samar. Sie hat 21.015 Einwohner (Zensus 1. August 2015).

## Baranggays
Can-avid ist politisch in 28 Baranggays unterteilt.
| - Balagon - Baruk - Boco - Caghalong - Camantang - Can-ilay - Cansangaya - Canteros - Carolina - Guibuangan - Jepaco - Mabuhay - Malogo - Obong | - Pandol - Barangay 1 Poblacion - Barangay 2 Poblacion - Barangay 3 Poblacion - Barangay 4 Poblacion - Barangay 5 Poblacion - Barangay 6 Poblacion - Barangay 7 Poblacion - Barangay 8 Poblacion - Barangay 9 Poblacion - Barangay 10 Poblacion - Salvacion - Solong - Rawis |

Anmerkung: Población (spanisch für Population) bezeichnet auf den Philippinen mehrere im Zentrum einer Stadtgemeinde liegende Barangays.